# La reconquista de Mompracem
La reconquista de Mompracem (italiano: La riconquista del Mompracem) es una novela de aventuras del escritor italiano Emilio Salgari. Fue publicada en 1908.

## Trama
Borneo, 1871. Una vez más Yañez navega junto a sus hombres para lograr el sueño que el y Sandokán persiguen desde hace años, reconquistar su querida isla de Mompracem.

## Títulos alternativos en español
- La editorial Maucci de Barcelona, publicó La reconquista de Mompracem en un singolo volumen en 1911.
- La editorial Orbis, de Barcelona, en su colección «Emilio Salgari», la publicó en dos tomos: La reconquista de Mompracem y Al asalto de Baraumi.

- Datos: Q17518195